# Olympische Jugend-Sommerspiele 2018/Teilnehmer (Deutschland)
| Gelbes Symbol für Goldmedaillen mit stilisierten Olympischen Ringen | Graues Symbol für Silbermedaillen mit stilisierten Olympischen Ringen | Braundes Symbol für Bronzemedaillen mit stilisierten Olympischen Ringen |
| ------------------------------------------------------------------- | --------------------------------------------------------------------- | ----------------------------------------------------------------------- |
| 3                                                                   | 4                                                                     | 2                                                                       |

Deutschland nahm an den Olympischen Jugend-Sommerspielen 2018 in Buenos Aires mit 74 Jugendlichen (44 Athletinnen und 30 Athleten) teil. Fahnenträgerin bei der Eröffnungsfeier war die Wasserspringerin Elena Wassen.

## Medaillen

### Medaillenspiegel
Die Angabe der Anzahl der Wettbewerbe bezieht sich auf die mit deutscher Beteiligung.
| Rang   | Sportart       | Goldmedaille – Olympiasieger | Silbermedaille – 2. Platz | Bronzemedaille – 3. Platz | Gesamt | Wettbewerbe |
| ------ | -------------- | ---------------------------- | ------------------------- | ------------------------- | ------ | ----------- |
| 1      | Leichtathletik | 1                            | 1                         | —                         | 2      | 20          |
| 2      | Judo           | 1                            | —                         | —                         | 1      | 1           |
| 2      | Radsport       | 1                            | —                         | —                         | 1      | 2           |
| 4      | Schwimmen      | —                            | 1                         | 1                         | 2      | 20          |
| 5      | Fechten        | —                            | 1                         | —                         | 1      | 2           |
| 5      | Kanu           | —                            | 1                         | —                         | 1      | 6           |
| 6      | Ringen         | —                            | —                         | 1                         | 1      | 1           |
| Gesamt | Gesamt         | 3                            | 4                         | 2                         | 9      |             |

### Medaillengewinner

#### Gold
| Name                       | Sportart       | Wettkampf              |
| -------------------------- | -------------- | ---------------------- |
| Raffaela Igl               | Judo           | Klasse bis 78 kg       |
| Leni Wildgrube             | Leichtathletik | Stabhochsprung         |
| Evan Brandes Lara Lessmann | Radsport       | BMX Freestyle          |
| Vanessa Seeger 1           | Schießen       | Mixed 10 m Luftpistole |

#### Silber
| Name             | Sportart       | Wettkampf                 |
| ---------------- | -------------- | ------------------------- |
| Paul Veltrup     | Fechten        | Degen                     |
| Zola Lewandowski | Kanurennsport  | C1 Slalom                 |
| Marie Scheppan   | Leichtathletik | 400 m                     |
| Angelina Köhler  | Schwimmen      | 100 m Schmetterling       |
| Elena Wassen 1   | Wasserspringen | Mixed Mannschaftsspringen |

#### Bronze
| Name                    | Sportart  | Wettkampf                           |
| ----------------------- | --------- | ----------------------------------- |
| Anastasia Blayvas       | Ringen    | Freistil Klasse bis 57 kg           |
| Angelina Köhler         | Schwimmen | 50 m Schmetterling                  |
| Marie Horn Henry Graf 1 | Triathlon | Mixed Staffel                       |
| Lukas Resch 1           | Badminton | Mixed Mannschaft                    |
| Lilly Rotärmel 1        | Turnen    | Sportartenübergreifendes Team Event |

## Teilnehmer nach Sportarten

### Badminton
| Athleten | Wettbewerb | Gruppenphase    | Gruppenphase | Gruppenphase | Viertelfinale | Viertelfinale | Halbfinale    | Halbfinale    | Finale             | Finale        | Rang   |
| Athleten | Wettbewerb | Gegner          | Ergebnis     | Rang         | Gegner        | Ergebnis      | Gegner        | Ergebnis      | Gegner             | Ergebnis      | Rang   |
| --- | ---------- | --------------- | ------------ | ------------ | ------------- | ------------- | ------------- | ------------- | ------------------ | ------------- | ------ |
| Jungen |            |                 |              |              |               |               |               |               |                    |               |        |
| Lukas Resch | Einzel     | Brian Yang      | 2:0          | 2            | ausgeschieden | ausgeschieden | ausgeschieden | ausgeschieden | ausgeschieden      | ausgeschieden | 9      |
| Lukas Resch | Einzel     | Arnaud Merklé   | 1:2          | 2            | ausgeschieden | ausgeschieden | ausgeschieden | ausgeschieden | ausgeschieden      | ausgeschieden | 9      |
| Lukas Resch | Einzel     | Markus Barth    | 2:1          | 2            | ausgeschieden | ausgeschieden | ausgeschieden | ausgeschieden | ausgeschieden      | ausgeschieden | 9      |
| Mädchen |            |                 |              |              |               |               |               |               |                    |               |        |
| Ann-Kathrin Spöri | Einzel     | Ashwathi Pillai | 2:0          | 3            | ausgeschieden | ausgeschieden | ausgeschieden | ausgeschieden | ausgeschieden      | ausgeschieden | 9      |
| Ann-Kathrin Spöri | Einzel     | Maharani Batari | 0:2          | 3            | ausgeschieden | ausgeschieden | ausgeschieden | ausgeschieden | ausgeschieden      | ausgeschieden | 9      |
| Ann-Kathrin Spöri | Einzel     | Goh Jin Wei     | 1:2          | 3            | ausgeschieden | ausgeschieden | ausgeschieden | ausgeschieden | ausgeschieden      | ausgeschieden | 9      |
| Mixed |            |                 |              |              |               |               |               |               |                    |               |        |
| Team Theta Julien Carraggi Mohamed Mostafa Kamel Kodai Naraoka Lukas Resch Zecily Fung Jaqueline Lima Hirari Mizui Tereza Svabikova                       | Mannschaft | Team Sigma      | 100:110      | 4            | Team Delta    | 110:93        | Team Alpha    | 90:110        | Platz 3: Team Zeta | 110:107       | Bronze |
| Team Theta Julien Carraggi Mohamed Mostafa Kamel Kodai Naraoka Lukas Resch Zecily Fung Jaqueline Lima Hirari Mizui Tereza Svabikova                       | Mannschaft | Team Omega      | 100:110      | 4            | Team Delta    | 110:93        | Team Alpha    | 90:110        | Platz 3: Team Zeta | 110:107       | Bronze |
| Team Theta Julien Carraggi Mohamed Mostafa Kamel Kodai Naraoka Lukas Resch Zecily Fung Jaqueline Lima Hirari Mizui Tereza Svabikova                       | Mannschaft | Team Gamma      | 107:110      | 4            | Team Delta    | 110:93        | Team Alpha    | 90:110        | Platz 3: Team Zeta | 110:107       | Bronze |
| Team Sigma Dennis Koppen Rukesh Maharjan Ikhsan Leonardo Imanuel Rumbay Cristian Savin Madeleine Caren Akoumba Ze Grace King Ann-Kathrin Spöri Wang Zhiyi | Mannschaft | Team Theta      | 110:100      | 2            | Team Zeta     | 106:110       | ausgeschieden | ausgeschieden | ausgeschieden      | ausgeschieden | 5      |
| Team Sigma Dennis Koppen Rukesh Maharjan Ikhsan Leonardo Imanuel Rumbay Cristian Savin Madeleine Caren Akoumba Ze Grace King Ann-Kathrin Spöri Wang Zhiyi | Mannschaft | Team Gamma      | 110:86       | 2            | Team Zeta     | 106:110       | ausgeschieden | ausgeschieden | ausgeschieden      | ausgeschieden | 5      |
| Team Sigma Dennis Koppen Rukesh Maharjan Ikhsan Leonardo Imanuel Rumbay Cristian Savin Madeleine Caren Akoumba Ze Grace King Ann-Kathrin Spöri Wang Zhiyi | Mannschaft | Team Omega      | 98:110       | 2            | Team Zeta     | 106:110       | ausgeschieden | ausgeschieden | ausgeschieden      | ausgeschieden | 5      |

### Basketball

#### Einzel
| Athleten       | Wettbewerb        | Qualifikation | Qualifikation | Qualifikation | Finale        | Finale        | Rang |
| Athleten       | Wettbewerb        | Punkte        | Zeit          | Rang          | Punkte        | Rang          | Rang |
| -------------- | ----------------- | ------------- | ------------- | ------------- | ------------- | ------------- | ---- |
| Mädchen        |                   |               |               |               |               |               |      |
| Helena Eckerle | Shoot-out Contest | 1             | 28,1 s        | 33            | ausgeschieden | ausgeschieden | 33   |
| Emily Enochs   | Shoot-out Contest | 2             | 27,1 s        | 28            | ausgeschieden | ausgeschieden | 28   |

#### Mannschaft
| Wettbewerb    | Mädchen                                                    |
| ------------- | ---------------------------------------------------------- |
| Athleten      | Helena Eckerle Emma Eichmeyer Emily Enochs Michaela Kucera |
| Gruppenphase  | Rumänien 18:16 China 12:18 Iran 19:9 Ungarn 9:20           |
| Viertelfinale | ausgeschieden                                              |
| Halbfinale    | ausgeschieden                                              |
| Finale        | ausgeschieden                                              |
| Platzierung   | 11                                                         |

### Beachvolleyball
| Athleten                      | Gruppenphase                    | Gruppenphase | Gruppenphase | Achtelfinale                                   | Achtelfinale | Viertelfinale                 | Viertelfinale | Halbfinale    | Halbfinale    | Finale / Platz 3 | Finale / Platz 3 | Rang |
| Athleten                      | Gegner                          | Ergebnis     | Rang         | Gegner                                         | Ergebnis     | Gegner                        | Ergebnis      | Gegner        | Ergebnis      | Gegner           | Ergebnis         | Rang |
| ----------------------------- | ------------------------------- | ------------ | ------------ | ---------------------------------------------- | ------------ | ----------------------------- | ------------- | ------------- | ------------- | ---------------- | ---------------- | ---- |
| Jungen                        |                                 |              |              |                                                |              |                               |               |               |               |                  |                  |      |
| Filip John Lukas Pfretzschner | David Åhman / Jonatan Hellvig   | 2:1          | 1            | Alexandre Lezcano Veliz / Criforth Fallas Lobo | 2:0          | David Åhman / Jonatan Hellvig | 0:2           | ausgeschieden | ausgeschieden | ausgeschieden    | ausgeschieden    | 5    |
| Filip John Lukas Pfretzschner | Sheikh Colley / Jahara Koita    | 2:0          | 1            | Alexandre Lezcano Veliz / Criforth Fallas Lobo | 2:0          | David Åhman / Jonatan Hellvig | 0:2           | ausgeschieden | ausgeschieden | ausgeschieden    | ausgeschieden    | 5    |
| Filip John Lukas Pfretzschner | Enrico Louraine / Micah Glasgow | 2:0          | 1            | Alexandre Lezcano Veliz / Criforth Fallas Lobo | 2:0          | David Åhman / Jonatan Hellvig | 0:2           | ausgeschieden | ausgeschieden | ausgeschieden    | ausgeschieden    | 5    |

### Bogenschießen
| Athleten                                      | Wettbewerb | Qualifikation | Qualifikation | Sechzehntelfinale            | Sechzehntelfinale | Achtelfinale                                | Achtelfinale  | Viertelfinale | Viertelfinale | Halbfinale    | Halbfinale    | Finale        | Finale        | Rang |
| Athleten                                      | Wettbewerb | Ringe         | Rang          | Gegner                       | Ergebnis          | Gegner                                      | Ergebnis      | Gegner        | Ergebnis      | Gegner        | Ergebnis      | Gegner        | Ergebnis      | Rang |
| --------------------------------------------- | ---------- | ------------- | ------------- | ---------------------------- | ----------------- | ------------------------------------------- | ------------- | ------------- | ------------- | ------------- | ------------- | ------------- | ------------- | ---- |
| Jungen                                        |            |               |               |                              |                   |                                             |               |               |               |               |               |               |               |      |
| Matthias Potrafke                             | Einzel     | 651           | 24            | Samet Ak                     | 4:6               | ausgeschieden                               | ausgeschieden | ausgeschieden | ausgeschieden | ausgeschieden | ausgeschieden | ausgeschieden | ausgeschieden | 17   |
| Mädchen                                       |            |               |               |                              |                   |                                             |               |               |               |               |               |               |               |      |
| Clea Reisenweber                              | Einzel     | 659           | 6             | Liliya Trydvornava           | 6:0               | Èlia Canales                                | 2:6           | ausgeschieden | ausgeschieden | ausgeschieden | ausgeschieden | ausgeschieden | ausgeschieden | 9    |
| Mixed                                         |            |               |               |                              |                   |                                             |               |               |               |               |               |               |               |      |
| Nada Amr Said Mohamed Azzam Matthias Potrafke | Doppel     | 1305          | 5             | Zhang Mengyao Leonardo Tura  | 5:1               | Agustina Sofia Giannasio Aitthiwat Soithong | 4:5           | ausgeschieden | ausgeschieden | ausgeschieden | ausgeschieden | ausgeschieden | ausgeschieden | 9    |
| Clea Reisenweber Federico Fabrizzi            | Doppel     | 1309          | 1             | Rebecca Jones Tang Chih-chun | 2:6               | ausgeschieden                               | ausgeschieden | ausgeschieden | ausgeschieden | ausgeschieden | ausgeschieden | ausgeschieden | ausgeschieden | 17   |

### Fechten
| Athleten | Wettbewerb | Gruppenphase                    | Gruppenphase | Achtelfinale  | Achtelfinale | Viertelfinale  | Viertelfinale | Halbfinale      | Halbfinale    | Platzierungskampf      | Platzierungskampf | Finale                         | Finale        | Rang   |
| Athleten | Wettbewerb | Gegner                          | Ergebnis     | Gegner        | Ergebnis     | Gegner         | Ergebnis      | Gegner          | Ergebnis      | Gegner                 | Ergebnis          | Gegner                         | Ergebnis      | Rang   |
| --- | ---------- | ------------------------------- | ------------ | ------------- | ------------ | -------------- | ------------- | --------------- | ------------- | ---------------------- | ----------------- | ------------------------------ | ------------- | ------ |
| Jungen |            |                                 |              |               |              |                |               |                 |               |                        |                   |                                |               |        |
| Paul Veltrup | Degen      | Artur Tschermenowitsch Tolassow | 4:3          | –             | –            | Isaac Herbst   | 13:12         | Khasan Baudunov | 15:12         | –                      | –                 | Davide Di Veroli               | 4:11          | Silber |
| Paul Veltrup | Degen      | Khasan Baudunov                 | 2:5          | –             | –            | Isaac Herbst   | 13:12         | Khasan Baudunov | 15:12         | –                      | –                 | Davide Di Veroli               | 4:11          | Silber |
| Paul Veltrup | Degen      | Seraphim Hsieh Jarov            | 5:4          | –             | –            | Isaac Herbst   | 13:12         | Khasan Baudunov | 15:12         | –                      | –                 | Davide Di Veroli               | 4:11          | Silber |
| Paul Veltrup | Degen      | Seiya Asami                     | 5:2          | –             | –            | Isaac Herbst   | 13:12         | Khasan Baudunov | 15:12         | –                      | –                 | Davide Di Veroli               | 4:11          | Silber |
| Paul Veltrup | Degen      | Ignacio Perez Contreras         | 5:3          | –             | –            | Isaac Herbst   | 13:12         | Khasan Baudunov | 15:12         | –                      | –                 | Davide Di Veroli               | 4:11          | Silber |
| Antonio Heathcock                                                                                                   | Säbel      | Krisztián Rabb                  | 4:5          | Ali Albahrani | 15:9         | Krisztián Rabb | 11:15         | ausgeschieden   | ausgeschieden | ausgeschieden          | ausgeschieden     | ausgeschieden                  | ausgeschieden | 7      |
| Antonio Heathcock                                                                                                   | Säbel      | Amirhossein Shaker              | 5:4          | Ali Albahrani | 15:9         | Krisztián Rabb | 11:15         | ausgeschieden   | ausgeschieden | ausgeschieden          | ausgeschieden     | ausgeschieden                  | ausgeschieden | 7      |
| Antonio Heathcock                                                                                                   | Säbel      | Moustapha Coly                  | 5:0          | Ali Albahrani | 15:9         | Krisztián Rabb | 11:15         | ausgeschieden   | ausgeschieden | ausgeschieden          | ausgeschieden     | ausgeschieden                  | ausgeschieden | 7      |
| Antonio Heathcock                                                                                                   | Säbel      | Robert Vidovszky                | 5:3          | Ali Albahrani | 15:9         | Krisztián Rabb | 11:15         | ausgeschieden   | ausgeschieden | ausgeschieden          | ausgeschieden     | ausgeschieden                  | ausgeschieden | 7      |
| Antonio Heathcock                                                                                                   | Säbel      | Mazen Elaraby                   | 5:2          | Ali Albahrani | 15:9         | Krisztián Rabb | 11:15         | ausgeschieden   | ausgeschieden | ausgeschieden          | ausgeschieden     | ausgeschieden                  | ausgeschieden | 7      |
| Antonio Heathcock                                                                                                   | Säbel      | Mahdi Mahbas                    | 5:1          | Ali Albahrani | 15:9         | Krisztián Rabb | 11:15         | ausgeschieden   | ausgeschieden | ausgeschieden          | ausgeschieden     | ausgeschieden                  | ausgeschieden | 7      |
| Antonio Heathcock                                                                                                   | Säbel      | Hyun Jun                        | 4:5          | Ali Albahrani | 15:9         | Krisztián Rabb | 11:15         | ausgeschieden   | ausgeschieden | ausgeschieden          | ausgeschieden     | ausgeschieden                  | ausgeschieden | 7      |
| Mixed |            |                                 |              |               |              |                |               |                 |               |                        |                   |                                |               |        |
| Team Europa 2 Veronika Bieleszová Rebeca Candescu Jolien Corteyn Paul Veltrup Jonas Winterberg-Poulsen Samuel Jarry | Mannschaft | –                               | –            | –             | –            | Team Europa 3  | 24:30         | ausgeschieden   | ausgeschieden | Platz 5-8: Team Afrika | 43:13             | Platz 5: Team Asien-Ozeanien 2 | 22:30         | 6      |

### Golf
| Athleten                  | Wettbewerb | Runde 1        | Runde 1 | Runde 2        | Runde 2 | Runde 3        | Runde 3 | Gesamt   | Gesamt | Gesamt |
| Athleten                  | Wettbewerb | Ergebnis (Par) | Rang    | Ergebnis (Par) | Rang    | Ergebnis (Par) | Rang    | Ergebnis | Par    | Rang   |
| ------------------------- | ---------- | -------------- | ------- | -------------- | ------- | -------------- | ------- | -------- | ------ | ------ |
| Jungen                    |            |                |         |                |         |                |         |          |        |        |
| Lukas Buller              | Einzel     | 74 (+4)        | 16      | 78 (+8)        | 26      | 76 (+6)        | 20      | 228      | +18    | 22     |
| Mädchen                   |            |                |         |                |         |                |         |          |        |        |
| Paula Kirner              | Einzel     | 73 (+3)        | 8       | 73 (+3)        | 9       | 74 (+4)        | 12      | 220      | +10    | 5      |
| Mixed                     |            |                |         |                |         |                |         |          |        |        |
| Lukas Buller Paula Kirner | Doppel     | 66 (−4)        | 16      | 74 (+4)        | 15      | 146 (+6)       | 11      | 286      | +6     | 13     |

### Inline-Speedskating
| Athleten      | Wettbewerb | Punkte | Rang |
| ------------- | ---------- | ------ | ---- |
| Mädchen       |            |        |      |
| Angelina Otto | Combined   | 19     | 9    |

### Judo
| Athleten | Wettbewerb       | Achtelfinale | Achtelfinale | Viertelfinale | Viertelfinale | Halbfinale    | Halbfinale    | Finale              | Finale        | Rang |
| Athleten | Wettbewerb       | Gegner       | Ergebnis     | Gegner        | Ergebnis      | Gegner        | Ergebnis      | Gegner              | Ergebnis      | Rang |
| --- | ---------------- | ------------ | ------------ | ------------- | ------------- | ------------- | ------------- | ------------------- | ------------- | ---- |
| Mädchen |                  |              |              |               |               |               |               |                     |               |      |
| Raffaela Igl | Klasse bis 78 kg | –            | –            | Metka Lobník  | 10:0          | Eduarda Rosa  | 10:0          | Margarita Gritsenko | 11:1          | Gold |
| Mixed |                  |              |              |               |               |               |               |                     |               |      |
| Team Los Angeles Nahomys Acosta Batte Alin Barin Georgios Balarjishvili Soniya Bhatta Saskia Brothers Raffaela Igl Ariel Shulman | Mannschaft       | Team Seoul   | 5:3          | Team Athen    | 3:5           | ausgeschieden | ausgeschieden | ausgeschieden       | ausgeschieden | 5    |

### Kanurennsport

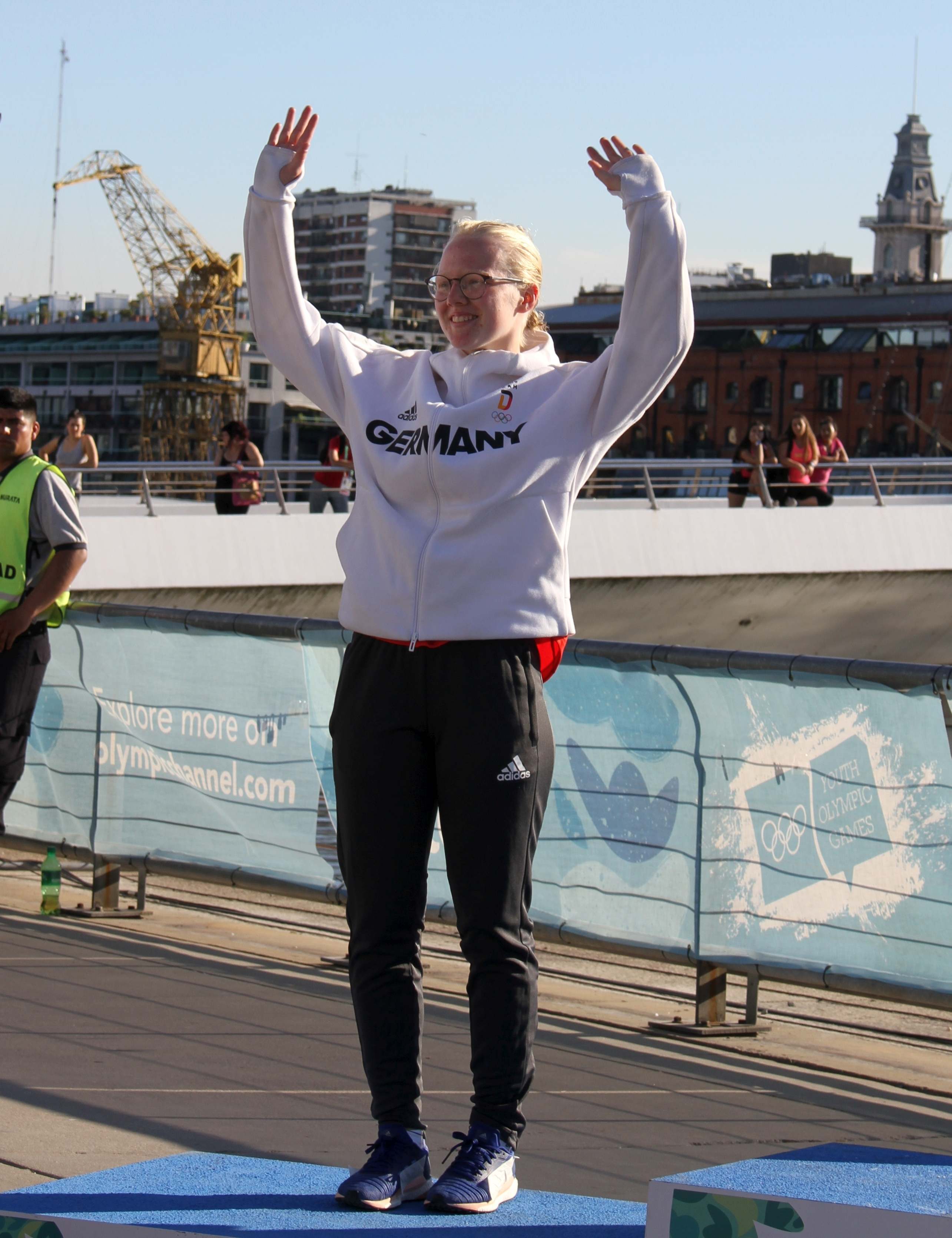
Zola Lewandowski bei der Siegerehrung

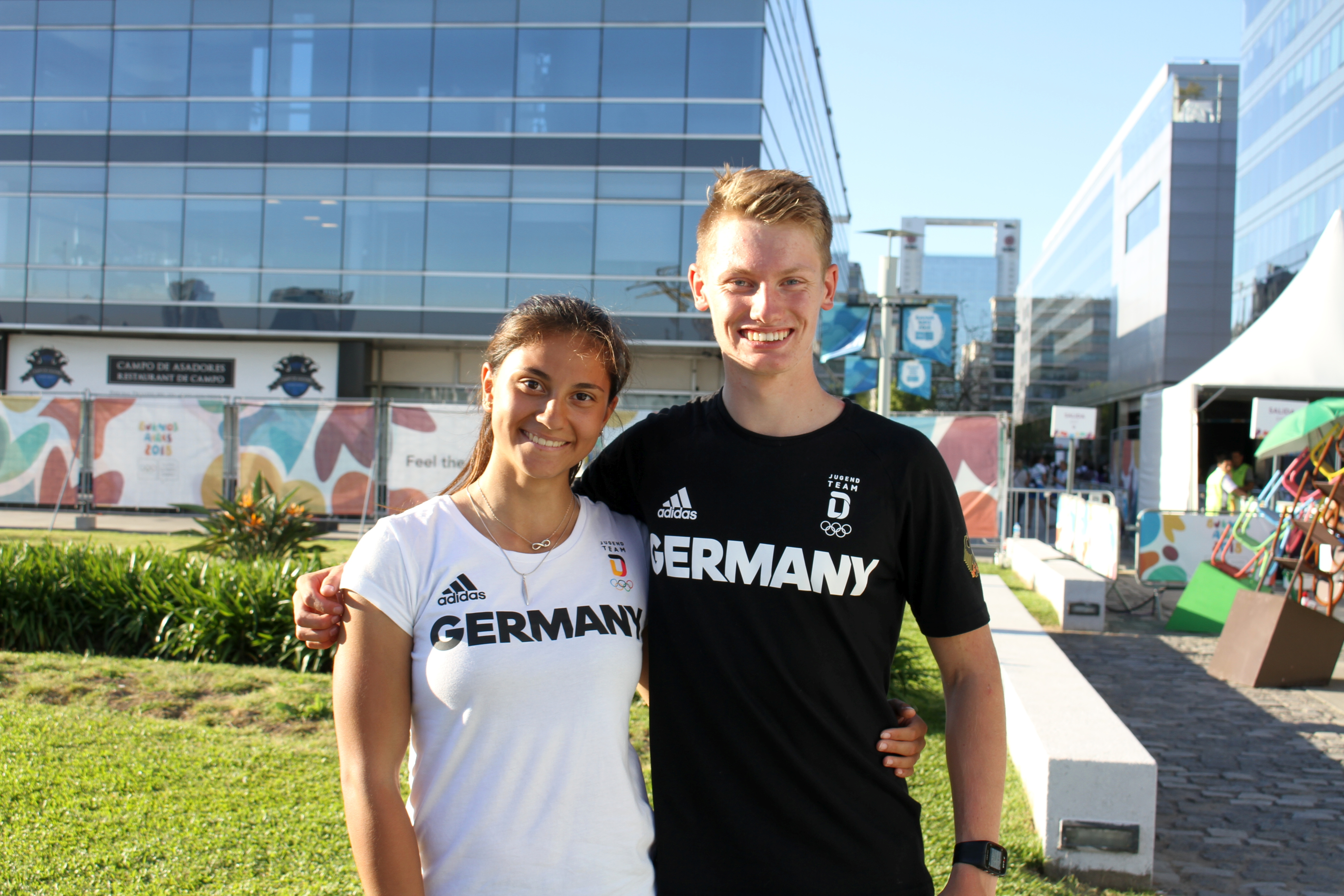
Gina Zint und Tim Bechtold bei den Jugendspielen

| Athleten         | Wettbewerb | Qualifikation | Qualifikation | Hoffnungslauf | Hoffnungslauf | Achtelfinale          | Achtelfinale   | Viertelfinale         | Viertelfinale  | Halbfinale         | Halbfinale     | Finale/Platz3             | Finale/Platz3 | Rang   |
| Athleten         | Wettbewerb | Zeit          | Rang          | Zeit          | Rang          | Gegner                | Zeit           | Gegner                | Zeit           | Zeit               | Rang           | Zeit                      | Rang          | Rang   |
| ---------------- | ---------- | ------------- | ------------- | ------------- | ------------- | --------------------- | -------------- | --------------------- | -------------- | ------------------ | -------------- | ------------------------- | ------------- | ------ |
| Jungen           |            |               |               |               |               |                       |                |                       |                |                    |                |                           |               |        |
| Tim Bechtold     | C1 Slalom  | 1:30,76 min   | 9             | 1:25,34 min   | 2             | Finn Anderson         | 1:24,810 min   | ausgeschieden         | ausgeschieden  | ausgeschieden      | ausgeschieden  | ausgeschieden             | ausgeschieden | 9      |
| Tim Bechtold     | C1 Sprint  | 1:59,93 min   | 11            | 2:02,00 min   | 8             | ausgeschieden         | ausgeschieden  | ausgeschieden         | ausgeschieden  | ausgeschieden      | ausgeschieden  | ausgeschieden             | ausgeschieden | 12     |
| Mädchen          |            |               |               |               |               |                       |                |                       |                |                    |                |                           |               |        |
| Zola Lewandowski | C1 Slalom  | 1:29,17 min   | 3             | –             | –             | Amina Palamarschuk    | 1:28,520 min Q | Zoe Hein              | 1:29,590 min Q | Emanuela Luknárová | 1:26,040 min Q | Doriane Delassus          | 1:26,860 min  | Silber |
| Zola Lewandowski | K1 Slalom  | 1:22,63 min   | 4             | –             | –             | Jenaya Massie         | 1:22,210 min Q | Blessing Toboh Amusar | 1:21,830 min Q | Doriane Delassus   | 1:21,550 min   | Platz 3: Lai Tzu-hsuan    | 1:22,020 min  | 4      |
| Zola Lewandowski | K1 Sprint  | 2:25,65 min   | 20            | 2:22,49 min   | 10            | ausgeschieden         | ausgeschieden  | ausgeschieden         | ausgeschieden  | ausgeschieden      | ausgeschieden  | ausgeschieden             | ausgeschieden | 18     |
| Zola Lewandowski | C1 Sprint  | 2:49,21 min   | 13            | 2:41,24 min   | 4             | Antia Otero Santiago  | 2:39,050 min   | ausgeschieden         | ausgeschieden  | ausgeschieden      | ausgeschieden  | ausgeschieden             | ausgeschieden | 9      |
| Gina Zint        | K1 Slalom  | 1:30,87 min   | 17            | 1:31,29 min   | 7             | Blessing Toboh Amusar | 1:30,650 min   | ausgeschieden         | ausgeschieden  | ausgeschieden      | ausgeschieden  | ausgeschieden             | ausgeschieden | 9      |
| Gina Zint        | K1 Sprint  | 1:54,49 min   | 3             | –             | –             | Lai Tzu-hsuan         | 1:55,190 min Q | Adéla Házová          | 1:54,230 min Q | Katarína Pecsuková | 1:56,890 min   | Platz 3: Stella Sukhanova | 1:57,180 min  | 4      |

### Leichtathletik
Laufen und Gehen
| Athleten            | Wettbewerb                     | 1. Durchgang | 1. Durchgang | 2. Durchgang | 2. Durchgang | Gesamt      | Gesamt | Rang   |
| Athleten            | Wettbewerb                     | Zeit         | Rang         | Zeit         | Rang         | Zeit        | Rang   | Rang   |
| ------------------- | ------------------------------ | ------------ | ------------ | ------------ | ------------ | ----------- | ------ | ------ |
| Jungen              |                                |              |              |              |              |             |        |        |
| Fabian Olbert       | 100 m                          | 10,93 s      | 4            | 10,59 s      | 7            | 21,52 s     | 6      | 6      |
| Alexander Czysch    | 200 m                          | 21,68 s      | 6            | 21,42 s      | 10           | 43,10 s     | 8      | 8      |
| Clemens Erdmann     | 3000 m mit Crosslauf           | 8:29,27 min  | 10           | 12:29 min    | 27           | –           | –      | 10     |
| Mädchen             |                                |              |              |              |              |             |        |        |
| Beauty Somuah       | 100 m                          | 12,32 s      | 10           | 11,74 s      | 9            | 24,06 s     | 9      | 9      |
| Marie Scheppan      | 400 m                          | 54,91 s      | 2            | 55,15 s      | 2            | 1:50,06 min | 2      | Silber |
| Antje Pfüller       | 1500 m mit Crosslauf           | 4:25,14 min  | 6            | 13:56 min    | 22           | –           | –      | 7      |
| Linn Kleine         | 3000 m mit Crosslauf           | 10:11,07 min | 16           | 14:57 min    | 44           | –           | –      | 14     |
| Sophia Volkmer      | 800 m                          | 2:06,92 min  | 2            | 2:09,53 min  | 4            | 4:16,45 min | 4      | 4      |
| Antonia Buschendorf | 100 m Hürden                   | 14,16 s      | 13           | 13,75 s      | 9            | 27,91 s     | 10     | 10     |
| Gisèle Wender       | 400 m Hürden                   | 1:01,16 min  | 7            | 1:01,02 min  | 8            | 2:02,18 min | 7      | 7      |
| Paula Schneiders    | 2000 m Hindernis mit Crosslauf | 6:44,20 min  | 6            | 14:06 min    | 28           | –           | –      | 7      |

Springen und Werfen
| Athleten         | Wettbewerb     | 1. Durchgang | 1. Durchgang | 2. Durchgang | 2. Durchgang | Gesamt     | Gesamt |
| Athleten         | Wettbewerb     | Weite/Höhe   | Rang         | Weite/Höhe   | Rang         | Weite/Höhe | Rang   |
| ---------------- | -------------- | ------------ | ------------ | ------------ | ------------ | ---------- | ------ |
| Jungen           |                |              |              |              |              |            |        |
| Nick Schmahl     | Weitsprung     | 7,13 m       | 8            | 7,27 m       | 5            | 14,40 m    | 5      |
| Sören Hilbig     | Hammerwurf     | 71,12 m      | 8            | 67,97 m      | 11           | 139,09 m   | 10     |
| David Schepp     | Speerwurf      | 65,44 m      | 14           | 64,23 m      | 14           | 129,67 m   | 14     |
| Mädchen          |                |              |              |              |              |            |        |
| Jenna Feyerabend | Hochsprung     | 1,78 m       | 4            | 1,79 m       | 6            | 3,57 m     | 5      |
| Leni Wildgrube   | Stabhochsprung | 3,95 m       | 1            | 4,17 m       | 1            | 8,12 m     | Gold   |
| Saskia Woidy     | Weitsprung     | 5,64 m       | 9            | 6,10 m       | 6            | 11,74 m    | 8      |
| Josefine Klisch  | Kugelstoßen    | 14,73 m      | 10           | 14,34 m      | 12           | 29,07 m    | 11     |
| Pia Northoff     | Diskuswurf     | 49,33 m      | 5            | 46,21 m      | 9            | 95,54 m    | 7      |
| Lea Wipper       | Speerwurf      | 50,54 m      | 7            | 49,18 m      | 8            | 99,72 m    | 8      |

### Moderner Fünfkampf
| Athleten                        | Wettbewerb | Fechten | Fechten | Schwimmen   | Schwimmen | Laser-Run    | Laser-Run | Punkte | Rang |
| Athleten                        | Wettbewerb | Bilanz  | Punkte  | Zeit        | Punkte    | Zeit         | Punkte    | Punkte | Rang |
| ------------------------------- | ---------- | ------- | ------- | ----------- | --------- | ------------ | --------- | ------ | ---- |
| Jungen                          |            |         |         |             |           |              |           |        |      |
| Pele Uibel                      | Einzel     | 242     | 4       | 2:15,33 min | 280       | 11:21,42 min | 619       | 1141   | 4    |
| Mixed                           |            |         |         |             |           |              |           |        |      |
| Agnieszka Wysokińska Pele Uibel | Staffel    | DNS     | DNS     | DNS         | DNS       | DNS          | DNS       | DNS    | DNS  |

### Radsport

#### BMX
| Athleten                   | Wettbewerb | Platzierungsrunde | Platzierungsrunde | Qualifikation | Qualifikation | Halbfinale | Halbfinale | Finale        | Finale        | Gesamt        | Gesamt |
| Athleten                   | Wettbewerb | Punkte            | Rang              | Punkte        | Rang          | Punkte     | Rang       | Punkte        | Rang          | Punkte        | Rang   |
| -------------------------- | ---------- | ----------------- | ----------------- | ------------- | ------------- | ---------- | ---------- | ------------- | ------------- | ------------- | ------ |
| Mixed                      |            |                   |                   |               |               |            |            |               |               |               |        |
| Aron Beck Julia Möhser     | Race       | –                 | –                 | –             | –             | 19         | 6          | ausgeschieden | ausgeschieden | ausgeschieden | 11     |
| Evan Brandes Lara Lessmann | Freestyle  | 81,49             | 1                 | 83,66         | 1             | –          | –          | 82,00         | 2             | 25            | Gold   |
| Evan Brandes Lara Lessmann | Freestyle  | 80,33             | 1                 | 82,16         | 1             | –          | –          | 83,66         | 1             | 25            | Gold   |

### Ringen
| Athleten          | Wettbewerb                | Gruppenphase        | Gruppenphase | Gruppenphase | Finale                 | Finale   | Rang   |
| Athleten          | Wettbewerb                | Gegner              | Ergebnis     | Rang         | Gegner                 | Ergebnis | Rang   |
| ----------------- | ------------------------- | ------------------- | ------------ | ------------ | ---------------------- | -------- | ------ |
| Mädchen           |                           |                     |              |              |                        |          |        |
| Anastasia Blayvas | Freistil Klasse bis 57 kg | Hala Ahmed          | 3:0          | 2            | Platz 3: Irina Ringaci | 6:3      | Bronze |
| Anastasia Blayvas | Freistil Klasse bis 57 kg | Nonoka Ozaki        | 0:10         | 2            | Platz 3: Irina Ringaci | 6:3      | Bronze |
| Anastasia Blayvas | Freistil Klasse bis 57 kg | Kaetlyn Quintanilla | 2:0 Pin      | 2            | Platz 3: Irina Ringaci | 6:3      | Bronze |
| Anastasia Blayvas | Freistil Klasse bis 57 kg | Andrea López        | 2:0 Pin      | 2            | Platz 3: Irina Ringaci | 6:3      | Bronze |

### Rudern
| Athleten                     | Wettbewerb             | Zeitfahren  | Zeitfahren | Vorläufe    | Vorläufe | Vorläufe    | Vorläufe | Vorläufe | Vorläufe | Vorläufe      | Viertelfinale | Viertelfinale | Viertelfinale  | Halbfinale  | Halbfinale | Halbfinale    | Finale      | Finale | Rang |
| Athleten                     | Wettbewerb             | Zeitfahren  | Zeitfahren | Lauf 1      | Lauf 1   | Lauf 2      | Lauf 2   | Gesamt   | Gesamt   | Qualifikation | Zeit          | Rang          | Qualifikation  | Zeit        | Rang       | Qualifikation | Zeit        | Rang   | Rang |
| Athleten                     | Wettbewerb             | Zeit        | Rang       | Zeit        | Rang     | Zeit        | Rang     | Punkte   | Rang     | Qualifikation | Zeit          | Rang          | Qualifikation  | Zeit        | Rang       | Qualifikation | Zeit        | Rang   | Rang |
| ---------------------------- | ---------------------- | ----------- | ---------- | ----------- | -------- | ----------- | -------- | -------- | -------- | ------------- | ------------- | ------------- | -------------- | ----------- | ---------- | ------------- | ----------- | ------ | ---- |
| Jungen                       |                        |             |            |             |          |             |          |          |          |               |               |               |                |             |            |               |             |        |      |
| Erik Kohlbach Eric Streibler | Zweier ohne Steuermann | 3:32,98 min | 10         | 1:40,55 min | 4        | 1:39,72 min | 4        | 4        | 12       | C-Finale      | –             | –             | –              | –           | –          | –             | 1:36,59 min | 4      | 12   |
| Mädchen                      |                        |             |            |             |          |             |          |          |          |               |               |               |                |             |            |               |             |        |      |
| Tabea Kuhnert                | Einer                  | 4:05,03 min | 13         | 1:57,91 min | 2        | 1:55,87 min | 3        | 7        | 14       | Viertelfinale | 1:48,72 min   | 4             | C-D-Halbfinale | 1:48,58 min | 3          | D-Finale      | 1:50,11 min | 1      | 13   |

### Schießen
| Athleten                        | Wettbewerb       | Qualifikation | Qualifikation | Achtelfinale                               | Achtelfinale | Viertelfinale                     | Viertelfinale | Halbfinale                                 | Halbfinale    | Finale                          | Finale        | Rang |
| Athleten                        | Wettbewerb       | Punkte        | Rang          | Punkte                                     | Ergebnis     | Punkte                            | Ergebnis      | Punkte                                     | Ergebnis      | Punkte                          | Rang          | Rang |
| ------------------------------- | ---------------- | ------------- | ------------- | ------------------------------------------ | ------------ | --------------------------------- | ------------- | ------------------------------------------ | ------------- | ------------------------------- | ------------- | ---- |
| Jungen                          |                  |               |               |                                            |              |                                   |               |                                            |               |                                 |               |      |
| Maximilian Ulbrich              | 10 m Luftgewehr  | 620,4         | 7             | –                                          | –            | –                                 | –             | –                                          | –             | 162,9                           | 6             | 6    |
| Jan Karstedt                    | 10 m Luftpistole | 567 -14x      | 7             | –                                          | –            | –                                 | –             | –                                          | –             | 156,4                           | 6             | 6    |
| Mädchen                         |                  |               |               |                                            |              |                                   |               |                                            |               |                                 |               |      |
| Anna Janßen                     | 10 m Luftgewehr  | 621,8         | 6             | –                                          | –            | –                                 | –             | –                                          | –             | 206,5                           | 4             | 4    |
| Vanessa Seeger                  | 10 m Luftpistole | 559-9x        | 10            | –                                          | –            | –                                 | –             | –                                          | –             | ausgeschieden                   | ausgeschieden | 10   |
| Mixed                           |                  |               |               |                                            |              |                                   |               |                                            |               |                                 |               |      |
| Aoi Takagi Maximilian Ulbrich   | 10 m Luftgewehr  | 825,1         | 7             | Gabriela Martínez López / Stefan Wadlegger | 7:10         | ausgeschieden                     | ausgeschieden | ausgeschieden                              | ausgeschieden | ausgeschieden                   | ausgeschieden | 9    |
| Anna Janßen Chanidu Seanayake   | 10 m Luftgewehr  | 819,0         | 14            | Victoria Vennig Rossiter / Hayk Babayan    | 9:10         | ausgeschieden                     | ausgeschieden | ausgeschieden                              | ausgeschieden | ausgeschieden                   | ausgeschieden | 9    |
| Juana Rueda Vargas Jan Karstedt | 10 m Luftpistole | 750           | 6             | Nino Khutsiberidze / Brian Ng              | 10:7         | Vanessa Seeger / Kiril Kirow      | 5:10          | ausgeschieden                              | ausgeschieden | ausgeschieden                   | ausgeschieden | 5    |
| Vanessa Seeger Kiril Kirow      | 10 m Luftpistole | 754           | 3             | Kateline Nicolas / James Miller            | 10:5         | Juana Rueda Vargas / Jan Karstedt | 10:5          | Fatimah Abbas Waheeb Al-Kaabi / Jérôme Son | 10:6          | Manu Bhaker / Bezhan Fayzullaev | 10:3          | Gold |

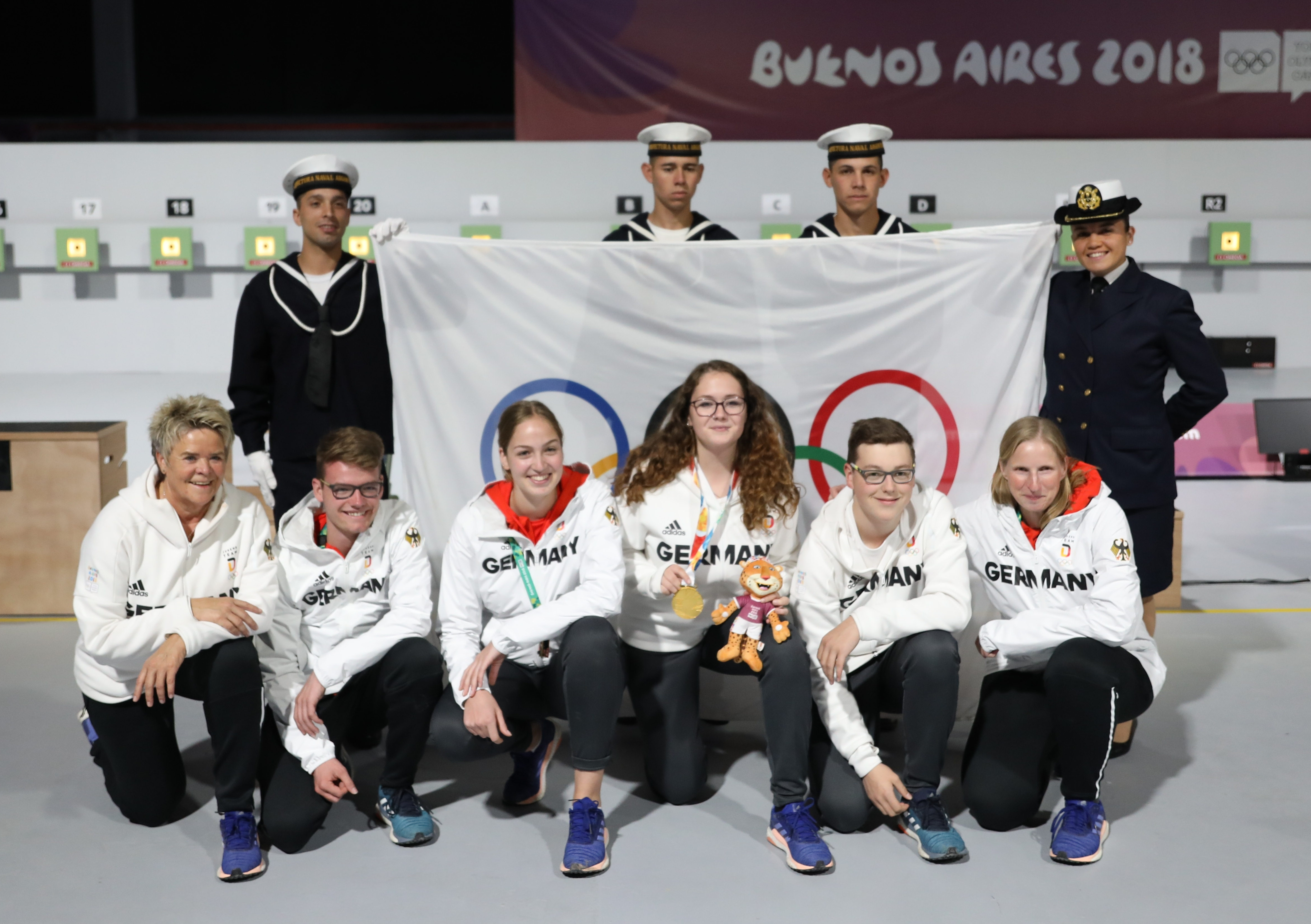
Gruppenbild des Teams

### Schwimmen
| Athleten                                                        | Wettbewerb          | Vorlauf     | Vorlauf | Halbfinale    | Halbfinale    | Finale        | Finale        | Rang          |
| Athleten                                                        | Wettbewerb          | Zeit        | Rang    | Zeit          | Rang          | Zeit          | Rang          | Rang          |
| --------------------------------------------------------------- | ------------------- | ----------- | ------- | ------------- | ------------- | ------------- | ------------- | ------------- |
| Jungen                                                          |                     |             |         |               |               |               |               |               |
| Luca Armbruster                                                 | 50 m Schmetterling  | 24,30 s     | 8       | 24,45 s       | 13            | ausgeschieden | ausgeschieden | 13            |
| Luca Armbruster                                                 | 100 m Schmetterling | 54,51 s     | 17      | ausgeschieden | ausgeschieden | ausgeschieden | ausgeschieden | 17            |
| Maurice Ingenrieth                                              | 50 m Schmetterling  | 25,08 s     | 24      | ausgeschieden | ausgeschieden | ausgeschieden | ausgeschieden | 24            |
| Maurice Ingenrieth                                              | 100 m Schmetterling | 54,56 s     | 19      | ausgeschieden | ausgeschieden | ausgeschieden | ausgeschieden | 19            |
| Maurice Ingenrieth                                              | 200 m Schmetterling | 2:03,13 min | 15      | –             | –             | ausgeschieden | ausgeschieden | 15            |
| Rafael Miroslaw                                                 | 50 m Freistil       | 23,77 s     | 22      | ausgeschieden | ausgeschieden | ausgeschieden | ausgeschieden | 22            |
| Rafael Miroslaw                                                 | 100 m Freistil      | 50,54 s     | 6       | 50,28 s       | 6             | 50,13 s       | 6             | 6             |
| Rafael Miroslaw                                                 | 200 m Freistil      | 1:51,59 min | 14      | –             | –             | ausgeschieden | ausgeschieden | 14            |
| Aaron Schmidt                                                   | 400 m Freistil      | 3:57,03 min | 19      | –             | –             | ausgeschieden | ausgeschieden | 19            |
| Aaron Schmidt                                                   | 800 m Freistil      | –           | –       | –             | –             | 8:11,73 min   | 12            | 12            |
| Mädchen                                                         |                     |             |         |               |               |               |               |               |
| Angelina Köhler                                                 | 50 m Freistil       | 26,15 s     | 13      | DNS           | DNS           | ausgeschieden | ausgeschieden | ausgeschieden |
| Angelina Köhler                                                 | 100 m Freistil      | 57,27 s     | 23      | ausgeschieden | ausgeschieden | ausgeschieden | ausgeschieden | 23            |
| Angelina Köhler                                                 | 50 m Schmetterling  | 26,96 s     | 5       | 26,65 s       | 1             | 26,68 s       | 3             | Bronze        |
| Angelina Köhler                                                 | 100 m Schmetterling | 59,99 s     | 1       | 59,78 s       | 2             | 59,44 s       | 2             | Silber        |
| Anna Kroniger                                                   | 50 m Brust          | 33,98 s     | 29      | ausgeschieden | ausgeschieden | ausgeschieden | ausgeschieden | 29            |
| Anna Kroniger                                                   | 100 m Brust         | 1:11,51 min | 18      | ausgeschieden | ausgeschieden | ausgeschieden | ausgeschieden | 18            |
| Anna Kroniger                                                   | 200 m Brust         | 2:30,65 min | 5       | –             | –             | 2:30,93 min   | 8             | 8             |
| Julia Mrozinski                                                 | 100 m Freistil      | 56,97 s     | 17      | ausgeschieden | ausgeschieden | ausgeschieden | ausgeschieden | 17            |
| Julia Mrozinski                                                 | 200 m Freistil      | 2:00,00 min | 2       | –             | –             | 1:58,84 min   | 4             | 4             |
| Julia Mrozinski                                                 | 50 m Schmetterling  | DNS         | DNS     | DNS           | DNS           | DNS           | DNS           | DNS           |
| Julia Mrozinski                                                 | 100 m Schmetterling | 1:02,56 min | 20      | ausgeschieden | ausgeschieden | ausgeschieden | ausgeschieden | 20            |
| Celine Rieder                                                   | 200 m Freistil      | 2:04,48 min | 21      | –             | –             | ausgeschieden | ausgeschieden | 21            |
| Celine Rieder                                                   | 400 m Freistil      | 4:18,10 min | 11      | –             | –             | ausgeschieden | ausgeschieden | 11            |
| Celine Rieder                                                   | 800 m Freistil      | –           | –       | –             | –             | 8:43,73 min   | 5             | 5             |
| Mixed                                                           |                     |             |         |               |               |               |               |               |
| Rafael Miroslaw Luca Armbruster Angelina Köhler Julia Mrozinski | 4 × 100 m Freistil  | 3:34,09 min | 4       | –             | –             | 3:33,03 min   | 4             | 4             |
| Julia Mrozinski Anna Kroninger Luca Armbruster Rafael Miroslaw  | 4 × 100 m Lagen     | 3:58,07 min | 8       | –             | –             | 3:57,88 min   | 8             | 8             |

### Segeln
| Athleten                     | Wettbewerb | Rennen   | Rennen | Rennen | Rennen | Rennen | Rennen | Rennen   | Rennen   | Rennen   | Rennen   | Rennen   | Rennen   | Rennen | Gesamt | Gesamt    | Gesamt |
| Athleten                     | Wettbewerb | 1        | 2      | 3      | 4      | 5      | 6      | 7        | 8        | 9        | 10       | 11       | 12       | M*     | Punkte | Net Score | Rang   |
| ---------------------------- | ---------- | -------- | ------ | ------ | ------ | ------ | ------ | -------- | -------- | -------- | -------- | -------- | -------- | ------ | ------ | --------- | ------ |
| Mädchen                      |            |          |        |        |        |        |        |          |          |          |          |          |          |        |        |           |        |
| Alina Kornelli               | Kitesurfen | 8        | 1      | 1      | 1      | 1      | 1      | abgesagt | abgesagt | abgesagt | abgesagt | abgesagt | abgesagt | 4      | 13     | 4         | 4      |
| Mixed                        |            |          |        |        |        |        |        |          |          |          |          |          |          |        |        |           |        |
| Romy Mackenbrock Silas Mühle | Nacra15    | UFD (15) | 2      | 6      | 5      | 2      | 4      | 6        | 8        | 7        | 11       | 7        | 3        | 9      | 85     | 70        | 5      |

### Sportklettern
| Athleten    | Wettbewerb       | Qualifikation | Qualifikation | Qualifikation | Qualifikation | Qualifikation | Finale | Finale   | Finale        | Finale | Finale | Rang |
| Athleten    | Wettbewerb       | Speed         | Bouldern      | Schwierigkeit | Punkte        | Rang          | Speed  | Bouldern | Schwierigkeit | Punkte | Rang   | Rang |
| ----------- | ---------------- | ------------- | ------------- | ------------- | ------------- | ------------- | ------ | -------- | ------------- | ------ | ------ | ---- |
| Mädchen     |                  |               |               |               |               |               |        |          |               |        |        |      |
| Hannah Meul | Olympic Combined | 10            | 2             | 7             | 140           | 5             | 4      | 5        | 1             | 20     | 4      | 4    |

### Taekwondo
| Athleten          | Wettbewerb       | Achtelfinale          | Achtelfinale | Viertelfinale | Viertelfinale | Halbfinale    | Halbfinale    | Finale        | Finale        | Rang |
| Athleten          | Wettbewerb       | Gegner                | Ergebnis     | Gegner        | Ergebnis      | Gegner        | Ergebnis      | Gegner        | Ergebnis      | Rang |
| ----------------- | ---------------- | --------------------- | ------------ | ------------- | ------------- | ------------- | ------------- | ------------- | ------------- | ---- |
| Mädchen           |                  |                       |              |               |               |               |               |               |               |      |
| Vanessa Beckstein | Klasse bis 55 kg | Anamarija Georgievska | DSQ          | Fani Tzeli    | 11:19         | ausgeschieden | ausgeschieden | ausgeschieden | ausgeschieden | 5    |

### Tischtennis
| Athleten                            | Wettbewerb | Gruppenphase                     | Gruppenphase                             | Gruppenphase | Achtelfinale  | Achtelfinale  | Viertelfinale | Viertelfinale | Halbfinale    | Halbfinale    | Finale        | Finale        | Rang |
| Athleten                            | Wettbewerb | Gegner                           | Ergebnis                                 | Rang         | Gegner        | Ergebnis      | Gegner        | Ergebnis      | Gegner        | Ergebnis      | Gegner        | Ergebnis      | Rang |
| ----------------------------------- | ---------- | -------------------------------- | ---------------------------------------- | ------------ | ------------- | ------------- | ------------- | ------------- | ------------- | ------------- | ------------- | ------------- | ---- |
| Jungen                              |            |                                  |                                          |              |               |               |               |               |               |               |               |               |      |
| Cédric Meissner                     | Einzel     | Ioannis Sgouropoulos             | 2:4 (11:8, 1:11, 4:11, 11:7, 9:11, 4:11) | 3            | ausgeschieden | ausgeschieden | ausgeschieden | ausgeschieden | ausgeschieden | ausgeschieden | ausgeschieden | ausgeschieden | 17   |
| Cédric Meissner                     | Einzel     | Azeez Solanke                    | 4:2 (5:11, 11:8, 11:3, 11:5, 11:6)       | 3            | ausgeschieden | ausgeschieden | ausgeschieden | ausgeschieden | ausgeschieden | ausgeschieden | ausgeschieden | ausgeschieden | 17   |
| Cédric Meissner                     | Einzel     | Yew En Koen Pang                 | 1:4 (5:11, 6:11, 7:11, 11:7, 9:11)       | 3            | ausgeschieden | ausgeschieden | ausgeschieden | ausgeschieden | ausgeschieden | ausgeschieden | ausgeschieden | ausgeschieden | 17   |
| Mädchen                             |            |                                  |                                          |              |               |               |               |               |               |               |               |               |      |
| Franziska Schreiner                 | Einzel     | Alice Li Sian Chang              | 4:1 (10:12, 11:5, 12:10, 13:11, 11:9)    | 3            | ausgeschieden | ausgeschieden | ausgeschieden | ausgeschieden | ausgeschieden | ausgeschieden | ausgeschieden | ausgeschieden | 17   |
| Franziska Schreiner                 | Einzel     | Adriana Diaz                     | 0:4 (12:14, 11:13, 8:11, 8:11)           | 3            | ausgeschieden | ausgeschieden | ausgeschieden | ausgeschieden | ausgeschieden | ausgeschieden | ausgeschieden | ausgeschieden | 17   |
| Franziska Schreiner                 | Einzel     | Jamila Laurenti                  | 1:4 (6:11, 4:11, 11:9, 9:11, 4:11)       | 3            | ausgeschieden | ausgeschieden | ausgeschieden | ausgeschieden | ausgeschieden | ausgeschieden | ausgeschieden | ausgeschieden | 17   |
| Mixed                               |            |                                  |                                          |              |               |               |               |               |               |               |               |               |      |
| Cédric Meissner Franziska Schreiner | Doppel     | Wang Chuqin / Sun Yingsha        | 0:3                                      | 3            | ausgeschieden | ausgeschieden | ausgeschieden | ausgeschieden | ausgeschieden | ausgeschieden | ausgeschieden | ausgeschieden | 17   |
| Cédric Meissner Franziska Schreiner | Doppel     | Azeez Solanke / Esther Oribamise | 3:0                                      | 3            | ausgeschieden | ausgeschieden | ausgeschieden | ausgeschieden | ausgeschieden | ausgeschieden | ausgeschieden | ausgeschieden | 17   |
| Cédric Meissner Franziska Schreiner | Doppel     | Matteo Mutti / Jamila Laurenti   | 1:2                                      | 3            | ausgeschieden | ausgeschieden | ausgeschieden | ausgeschieden | ausgeschieden | ausgeschieden | ausgeschieden | ausgeschieden | 17   |

### Triathlon
| Athleten                                        | Wettbewerb | Zeit      | Rang   |
| ----------------------------------------------- | ---------- | --------- | ------ |
| Jungen                                          |            |           |        |
| Henry Graf                                      | Einzel     | 55:07 min | 9      |
| Mädchen                                         |            |           |        |
| Marie Horn                                      | Einzel     | 1:00:41 h | 8      |
| Mixed                                           |            |           |        |
| Marie Horn Henry Graf Emilie Noyer Igor Bellido | Staffel    | 1:28,59 h | Bronze |

### Turnen

#### Gerätturnen
| Athleten        | Wettbewerb    | Qualifikation | Qualifikation | Finale        | Finale        | Rang |
| Athleten        | Wettbewerb    | Punkte        | Rang          | Punkte        | Rang          | Rang |
| --------------- | ------------- | ------------- | ------------- | ------------- | ------------- | ---- |
| Jungen          |               |               |               |               |               |      |
| Daniel Schwed   | Mehrkampf     | 77,015        | 11            | 75,889        | 12            | 12   |
| Daniel Schwed   | Barren        | 12,333        | 23            | ausgeschieden | ausgeschieden | 23   |
| Daniel Schwed   | Boden         | 13,483        | 8             | 13,166        | 8             | 8    |
| Daniel Schwed   | Pauschenpferd | 13,233        | 4             | 13,166        | 4             | 4    |
| Daniel Schwed   | Reck          | 12,500        | 13            | ausgeschieden | ausgeschieden | 13   |
| Daniel Schwed   | Ringe         | 12,033        | 25            | ausgeschieden | ausgeschieden | 25   |
| Daniel Schwed   | Sprung        | 13,433        | 20            | ausgeschieden | ausgeschieden | 20   |
| Mädchen         |               |               |               |               |               |      |
| Lisa Zimmermann | Mehrkampf     | 50,399        | 7             | 48,948        | 12            | 12   |
| Lisa Zimmermann | Boden         | 12,466        | 9             | ausgeschieden | ausgeschieden | 9    |
| Lisa Zimmermann | Schwebebalken | 12,100        | 9             | ausgeschieden | ausgeschieden | 9    |
| Lisa Zimmermann | Sprung        | 13,233        | 6             | 13,366        | 5             | 5    |
| Lisa Zimmermann | Stufenbarren  | 12,600        | 9             | ausgeschieden | ausgeschieden | 9    |

#### Rhythmische Sportgymnastik
| Athletinnen    | Wettbewerb       | Qualifikation | Qualifikation | Finale        | Finale        | Rang |
| Athletinnen    | Wettbewerb       | Punkte        | Rang          | Punkte        | Rang          | Rang |
| -------------- | ---------------- | ------------- | ------------- | ------------- | ------------- | ---- |
| Frauen         |                  |               |               |               |               |      |
| Lilly Rotärmel | Mehrkampf Einzel | 48,200        | 26            | ausgeschieden | ausgeschieden | 27   |

#### Sportartenübergreifendes Team Event
| Athleten | Akrobatik | Turnen | Rhythmische Sportgymnastik | Trampolinturnen | Gesamt | Gesamt |
| Athleten | Punkte    | Punkte | Punkte                     | Punkte          | Punkte | Rang   |
| --- | --------- | ------ | -------------------------- | --------------- | ------ | ------ |
| Mixed |           |        |                            |                 |        |        |
| Team Gelb Anastassiya Arkhipova Dmitriy Nemerenko Uri Zeidel Sergei Sergejewitsch Naidin Mathys Cordule Zarith Imaan Khalid Lisa Zimmermann Milka Dona Natalie Garcia Ioanna Magopoulou Ketewan Arbolischwili Takumi Fujimoto Michelle Mares | 15        | 267    | 89                         | 39              | 410    | 9      |
| Team Lila Rachel Nell Sidwell Madibeng Daniel Schwed Marcus Stenberg Diogo Brajão Soares Beatriz Cardoso Ana-Maria Puiu Yunseo Lee Aurora Arvelo Khrystyna Pohranychna Zilu Wang Nikita Babyonishev Jekaterina Lukina                        | 33        | 245    | 72                         | 39              | 389    | 5      |
| Team Schwarz Viktoryia Akhotnikava Ilija Famenku Brandon Briones Adam Tobin Mohamed Afify Indira Ulmasowa Karla Perez Tonya Paulsson Lidija Jakowlewa Aino Yamada Lilly Rotärmel Santiago Escallier Antonia Sakellaridou                     | 12        | 202    | 100                        | 38              | 352    | Bronze |

### Wasserspringen
| Athleten                         | Wettbewerb          | Vorkampf | Vorkampf | Finale | Finale | Rang   |
| Athleten                         | Wettbewerb          | Punkte   | Rang     | Punkte | Rang   | Rang   |
| -------------------------------- | ------------------- | -------- | -------- | ------ | ------ | ------ |
| Frauen                           |                     |          |          |        |        |        |
| Elena Wassen                     | Kunstspringen 3 m   | 370,80   | 11       | 391,40 | 12     | 12     |
| Elena Wassen                     | Turmspringen 10 m   | 365,60   | 5        | 350,70 | 6      | 6      |
| Männer                           |                     |          |          |        |        |        |
| Lou Massenberg                   | Kunstspringen 3 m   | 512,20   | 5        | 515,40 | 6      | 6      |
| Lou Massenberg                   | Turmspringen 10 m   | 453,75   | 8        | 493,80 | 5      | 5      |
| Mixed                            |                     |          |          |        |        |        |
| Michelle Heimberg Lou Massenberg | Mannschaftsspringen | –        | –        | 328,50 | 8      | 8      |
| Elena Wassen Lian Junjie         | Mannschaftsspringen | –        | –        | 390,10 | 2      | Silber |